# Eduardo Barcesat
Eduardo Salvador Barcesat (Córdoba, 21 de enero de 1940) es un abogado constitucionalista de Argentina, defensor de los Derechos Humanos.

## Biografía
Estudió derecho en Buenos Aires. Entre 1960 y 1962 fue ayudante en la cátedra de Filosofía del Derecho a cargo del Dr. Lucas A. Gioja.
En mayo de 1962 ―a los 22 años― se graduó como abogado, en la Facultad de Derecho de la Universidad de Buenos Aires.
En la misma facultad, en 1967 obtuvo un doctorado en Derecho y Ciencias Sociales.
En 1965 ingresó a la carrera docente como ayudante de segunda en la cátedra de Introducción al Derecho y las Ciencias Sociales, a cargo del Dr. Moisés Nilve.
En 1966 ―tras la Noche de los Bastones Largos, en que la dictadura de Juan Carlos Onganía intervino y reprimió las universidades argentinas― renunció a la carrera docente.
En 1973 y 1974 ―con el regreso de la democracia tras una seguidilla de dictaduras militares― fue nombrado profesor adjunto de Introducción al Derecho y las Ciencias Sociales, en la cátedra del Dr. Jorge L. Rébori, en la Facultad de Derecho de la Universidad de Buenos Aires.
En 1974 fue profesor adjunto de Filosofía del Derecho.
Ese año fue separado tras la intervención de Ivanissevich en la Universidad de Buenos Aires.
En 1984 ―con el regreso de la democracia tras la dictadura cívico-militar argentina (1976-1983)― fue nombrado profesor adjunto de Teoría General y Filosofía del Derecho (en la Facultad de Derecho de la Universidad de Buenos Aires).
En los años ochenta fue profesor de Derecho Constitucional en la Facultad de Abogacía de la Universidad Nacional de Lomas de Zamora.
Ha trabajado como experto en Derechos Humanos de la UNESCO.
Fue profesor titular de Derecho Constitucional, en la Facultad de Abogacía, de la Universidad Nacional de Lomas de Zamora (UNLZ).
Fue miembro fundador y primer secretario general de la Asociación Americana de Juristas.
En 1994 fue convencional nacional constituyente y participó en la reforma de la Constitución Nacional.
En 1997 fue nombrado profesor titular ordinario de Teoría General y Filosofía del Derecho en la Universidad de Buenos Aires.
En marzo de 2008 fue nombrado profesor titular de Derecho Constitucional en la Universidad Popular de Madres de Plaza de Mayo.
En abril de 2011 fue nombrado director de la carrera de Abogacía en esa universidad.
Es profesor titular consulto en el Departamento de Teoría General y Filosofía del Derecho. Profesor de Derechos Humanos y Garantías Constitucionales. Facultad de Derecho, Universidad de Buenos Aires.
El 1 de febrero de 2016, Eduardo Barcesat denunció al presidente Mauricio Macri y a varios ministros por los delitos de «violación de los deberes de funcionario público» y «abuso de autoridad».

## Trabajos de investigación realizados
- 1966: «Análisis jurídico del cambio institucional operado el 28 de junio de 1966», artículo en la revista Cuadernos del Centro de Estudiantes de Derecho y Ciencias Sociales, n.º 1.[4]
- 1967: «El concepto de responsabilidad en el Código de Justicia Militar», artículo en Revista Crítica de legislación y jurisprudencia. n.º 1; año 1967.[4]
- 1968: «Consideraciones sobre la validez de los mandatos llamados «leyes de la Nación», artículo en Revista Crítica de legislación y jurisprudencia, n.º 5, año 1968.[4]
- 1970: «Derecho y Cambio Social; artículo en la revista Crítica de legislación y jurisprudencia, n.º 7, Año 1970.[4]
- 1970: «La relación de causalidad»; en Ilicitud e indemnización. Buenos Aires: Jorge Álvarez, 1970.[4]
- 1971: «La legitimidad de los procesos de liberación Nacional»; artículo en la revista Cuadernos de Cultura, n.º 38, 1971.[4]
- 1972: «análisis de la jurisprudencia de la Corte Suprema de Justicia de la Nación en materia de Derechos y Garantías Constitucionales»; artículo en la revista Crítica de legislación y jurisprudencia; n.º 8, 1972.[4]
- 1972: «El contralor jurisdiccional de las llamadas cuestiones políticas», artículo en Actas de las Segundas Jornadas Franco Latinoamericanas de Derecho Comparado. Buenos Aires, 1972.[4]
- 1972: «The Peace Concept and the Movements of National Liberation», en la revista Review of Contemporary Law A.I.J.D.. Bruselas (Bélgica).[4]
- 1973: «Poder y Derecho»; artículo en la Revista del Centro de Estudios de la Realidad Nacional (CEREN); Santiago de Chile, 1973.[4]
- 1973: «Resumen de los conceptos fundamentales de la Teoría Pura del Derecho de Hans Kelsen», artículo en el Departamento de Publicaciones de la Facultad de Derecho y Ciencias Sociales, Universidad de Buenos Aires, ficha 00514, año 1973.[4]
- 1973: «Análisis crítico de los conceptos jurídicos fundamentales». Departamento de Publicaciones de la Facultad de Derecho y Ciencias Sociales, Universidad de Buenos Aires, ficha n.º 00523; año 1973.[4]
- 1973: «Metodología y tipología jurídica». Departamento de Publicaciones de la Facultad de Derecho y Ciencias Sociales de la Universidad de Buenos Aires, ficha n.º 0052; año 1973.[4]
- 1974: «Ideología jurídica y transición social»; en Publicaciones del Primer Congreso Interamericano sobre Aspectos Jurídicos de la Independencia Económica. Lima (Perú), 1974.[4]
- 1975: «Propuestas para la formulación de una instancia jurídico-política al servicio del proceso de liberación nacional y social de los pueblos latinoamericanos». Actas del Segundo Congreso Interamericano sobre Aspectos Jurídicos de la Independencia Económica», Panamá, Año 1975.[4]
- «La doctrina jurídica de la libertad individual», en la revista El Derecho, 82-865.[4]
- «El control jurisdiccional de las llamadas cuestiones políticas», en El Derecho, 84-785.[4]
- 1978: «Las estructuras de la dependencia y la ideología jurídica»; en Revista de la Facultad de Derecho de la Universidad del Cuzco, n.º 15; año 1978.[4]
- 1978: Prólogo al libro: Marxismo y derecho, de Jorge L. Rébori. Bogotá (Colombia): Editorial del Tercer Mundo, 1978.
- 1979: «Propuestas para una concepción materialista de las relaciones jurídicas». Actas del Seminario «Derecho y Sociedad» de CLACSO. Buenos Aires, año 1979.
- 1981: «Semblanza de la abogada Teresa Alicia Israel»; en Nueva Era, n.º 8, año 1981.
- 1981: «Propuesta de Convención Internacional sobre Garantías del Derecho a la Vida, a la Libertad y a la Integridad Física y Síquica del Ser Humano». Publicación del Coloquio Internacional sobre la política de desaparición forzada de personas. París (Francia), 1981.
- 1982: «La idea jurídica de la libertad ―a propósito del estado de sitio―, en la revista Comentarios, n.º 12, año 1982.
- 1982: «De la ideología de la culpa y del castigo a los presupuestos normativos de un derecho no sancionador»; en Comunicaciones, n.º 2 del Instituto de Cultura Jurídica de la Universidad Nacional de La Plata, año 1982.
- 1982: «Ser nacional, seguridad nacional y excepcionalidad institucional»; en «La ideología de la seguridad nacional». Buenos Aires: El Cid, 1982.
- 1983: Prólogo al libro Prisionero político, de Carlos M. Zamorano. Buenos Aires: Centro de Estudios, 1983.
- 1984: «Las recientes reformas al Código de Justicia Militar», en El Observador, n.º 19, 1984.
- 1984: «Algunas reflexiones y tesis sobre el papel de la abogacía y la ideología jurídica en el Estado de derecho», en Actas del VI Congreso de la Unión Iberoamericana de Abogados y Colegios de Abogados (UIBA), 1984.
- 1985: «Aportes para una teoría de la transición de la excepcionalidad institucional al estado de derecho. Propuestas para un modelo jurídico-político de estado y derecho para los países en proceso hacia la liberación nacional y social» (ensayo formulado a propósito de la ruptura de la ideología de la «seguridad nacional»); en «Inseguridad y desnacionalizacion», ed. Derechos del Hombre; Buenos Aires, año 1985.
- 1985: «Proceso al terrorismo de Estado», artículo del 7 de mayo de 1985 en el periódico Qué Pasa.
- 1985: «Marxismo y Derechos Humanos». Cuadernos de Cultura, nueva era, n.º 2, año 1985.
- 1985: «A propósito del «orden» de los Derechos Humanos»; en la revista El Derecho, 15 de septiembre de 1985.
- 1986: «Metodología de la práxis política»; en revista Nueva Era, diciembre de 1986.
- 1986: «La prescripción de la acción penal en los crímenes del terrorismo», artículo en el diario Río Negro, 15 de octubre de 86.
- 1986: «Defensa legal de los derechos a la vida y a la libertad personal en el régimen militar argentino» (págs. 141-163); en CESOC, Academia de Humanismo Cristiano. Santiago de Chile, 1986.
- 1987: «La historia oficial del "punto final" y la "obediencia debida"», en Crisis militar, un país en obediencia debida. Buenos Aires: Antarco, 1987.
- 1987: «Problemas de los derechos humanos fundamentales en los países en vías de desarrollo»; en el Segundo Congreso Internacional de la Asociación Internacional de Derecho Constitucional. Friburgo (República Federal Alemana): Universidad de Friburgo, año 1987.
- 1987: «Miseria de la reforma constitucional alfonsinista». Buenos Aires: Comité de Propaganda del Partido Comunista, 1987.
- 1987: «El difícil "invento" de la obediencia debida»; en Fin de Siglo, n.º 1, año 1987.
- 1987: prólogo a la obra Los abogados desaparecidos. Buenos Aires: Comisión de Familiares de Detenidos y Desaparecidos por Razones Políticas, 1987.
- 1988: «Derechos Humanos» (4 ensayos); en Fin de Siglo, año 1988.
- 1988: «El fantasma mitológico de las cuestiones políticas no justiciables», en el diario Página/12 (Buenos Aires), año 1988.
- 1988: «Los perseguidos políticos chilenos y la renovada doctrina de los «dos demonios»; en Nuevo SUR, año 1988.
- 1989: «El crimen del Secuestro de la Identidad y la Familia Natural»; en Revista de la Comisión de Familiares de Detenidos y Desaparecidos por Razones Políticas, año 1989.
- 1989: «Las dos batallas», Nuevo SUR, año 1989.
- 1989: «La Tablada; represión y batalla judiciaria»; Nuevo SUR, año 1989
- 1989: «El proceso judicial de La Tablada como ensayo global de una represión futura»; en Nuevo SUR; año 1989.
- 1989: «El indulto presidencial; último tramo del proyecto general de la impunidad»; Nuevo SUR, año 1989.
- 1989: «Estado de Sitio y Ley de Defensa de la Nación»; Nuevo SUR, año 1989.
- 1989: «Examen de la conveniencia, oportunidad y necesidad de la anunciada Reforma Constitucional», Revista de la Comisión de Familiares de Detenidos y Desaparecidos por Razones Políticas; año 1989.
- 1989: «El otro programa» (2 ensayos), Nuevo SUR; año 1989.
- 1990: «La nueva Corte Suprema de Justicia de la Nación; un paso m s en el acrecentamiento de la excepcionalidad institucional»; semanario Propuesta, año 1990.
- 1990: «La manzana podrida del Alto Valle del Río Negro»; Nuevo SUR; año 1990.
- 1990: «Y nosotros; ¿dónde estamos? Examen crítico sobre la situación del socialismo»; Boletines del Comité‚ Central del Partido Comunista; año 1990.
- 1990: «Violencia y Venganza; una enfermedad social»; Nuevo SUR, año 1990.
- 1990: «Examen de la imposibilidad del Estado de Derecho en Argentina»; Nuevo SUR; año 1990.
- 1990: «Derechos Humanos y Socialismo. Conjunción para la propuesta alternativa»; Nuevo SUR, año 1990.
- 1990: «Propuesta, frentismo y PC»; semanario PROPUESTA, año 1990.
- 1990: «El porvenir de los Derechos Humanos y el Socialismo»; Nuevo SUR, año 1990.
- 1990: «La repugnancia jurídica al indulto presidencial»; Nuevo SUR, año 1990.
- 1991: «Examen crítico del proceso judicial contra los «descamisados»; en revista Análisis, Paraná (provincia de Entre Ríos), 1991.
- 1991: «Reflexiones sobre la guerra y la paz, a propósito del Medio Oriente y el Golfo Pérsico»; Revista de la Comunidad Armenia en Argentina; año 1991.
- 1991: «El "sagrado" derecho de propiedad de la Ford»; semanario Propuesta; 1991.
- 1991: «Derechos Humanos; una retrospectiva de 25 años»; en semanario Acción, edición de los 25 años; año 1991.
- 1991: «¿Por qué no? Reforma Constitucional y Derechos Humanos», en la revista Margen Izquierdo; mayo de 1991.
- 1992: «¿Reforma Constitucional o trampa institucional?», en Cuadernos de Marxismo, n.º 1, año 1992.
- 1993: «Examen crítico de las propuestas contenidas en el "fin de la historia", desde la filosofía política y social de los Derechos Humanos», en Cuadernos de Marxismo, suplemento especial, enero de 1993.
- 1993: Derecho al derecho; democracia y liberación. Buenos Aires: Fin de Siglo, septiembre de 1993.
- 1993: «Socialismo y Derechos Humanos», artículo en la revista Contra Legem (Buenos Aires), año 1, n.º 2, octubre de 1993.
- 1993: «Cómo se reforma la Constitución Nacional», artículo en la revista Acción. n.º 101; octubre de 1993.
- 1993: «Plebiscito y Reforma Constitucional», artículo en la revista Acción, n.º 104, noviembre de 1993.
- 1994: «Socialismo; pensamiento y perspectiva»; recopilación del seminario. Rosario: Actuel Marx, julio de 1994.
- 1994: «La bella y la bestia», artículo en la revista Acción, septiembre de 1994.
- 1994: «Socialismo y Derechos Humanos. Una edificación conjunta», Rosario: Homo Sapiens, 1994.
- 1995: Balance de la reforma constitucional. Buenos Aires: Publicaciones del Instituto de Estudios sobre Derecho Constitucional de la Universidad de Belgrano, año 1995.
- «Debate sobre la Reforma Constitucional»; en Revista del Colegio de Abogados de La Plata; año XXXIV, n.º 55.
- 1995: «Sobre el porvenir del Derecho», en revista Derecho y Revés; año 1, n.º 0, Buenos Aires, 1995.
- 1995: «Un año de la Reforma Constitucional», en la Revista del Congreso de la Nación; año 1995.
- 1995: «Sobre la autonomía de la Ciudad de Buenos Aires», en la revista El Derecho, 8 de noviembre de 1995.
- 1996: «La historia externa de la verdad y el proceso judiciario», en Periódico de las Madres de la Plaza de Mayo; año XIV, n.º 130, mayo de 1996, pág. 12.
- 1996: «Que Dios nos ampare», en el periódico Acción. 16 de mayo de 1996, pág. 6.
- 1996: «Pronunciamiento judicial», en revista Plenario; AABA, mayo de 1996, pág. 11.
- 1996: «Sobre la autonomía de la ciudad de Buenos Aires»; columna de opinión en el diario Ámbito Financiero, 8-8-96.
- 1996: «El tercer senador por la ciudad de Buenos Aires». Boletín de la Liga Argentina por los Derechos del Hombre; agosto de 1996.
- 1996: «Traspaso de 600 Juzgados». Revista Plenario, Publicación de la Asociación de Abogados de Buenos Aires; diciembre de 1996.
- 1997: «Examen de la autonomía de la Ciudad de Buenos Aires». Revista del Instituto de Derecho Municipal del Colegio de Abogados de San Isidro, febrero de 1997.
- «El universo del art. 19 de la Constitución Nacional»; artículo en la revista El Derecho; 170-1223;
- 1997: «Estado de hecho». Revista La Vuelta, número 0, marzo de 1997.
- 1997: «Interpretación del art. 19 de la Constitución Nacional»; artículo en la revista El Derecho, ed. 16 de mayo de 1997, pág. 5.
- 1997: «La Izquierda y las elecciones». Revista Derecho y Revés. Año II n.º 3; septiembre de 1997.
- 1997: «El mensaje de los restos del «Che» Guevara»; en «El Boletín» de la Liga Argentina por los Derechos del Hombre; octubre de 1997, pág. 13.
- 1997: «La tutela jurisdiccional de los Derechos Humanos»; artículo en la revista Liber/Pueblo; diciembre de 1997.
- 1998: «El Derecho no nace de la fuerza»; La Nación, 4-2-98, pág. 13.
- 1998: «La Policía es mano de obra esclava del modelo»; Reportaje publicado en Quinto Poder; pág. 3; octubre/noviembre 1998.
- 1998: «Abogados y Poder Judicial»; en revista Tercera Instancia, de noviembre de 1998.
- 1998: «La Jurisdicción Universal»; en Noticias Judiciales; 3 de noviembre de 1998.
- 1999: «Estado del Derecho»; en el I Seminario de Análisis Crítico de la Realidad Argentina, 1984-1999; en el diario Página/12 (Buenos Aires); 10 de diciembre de 1999.
- 2000: «La sinrazón en la Justicia»; en el diario Página/12 (Buenos Aires); 21 de abril de 2000.
- 2000: «La inaplicabilidad de las leyes de punto final y obediencia debida»; Semanario «EL SOL», provincia de Mendoza; ed. 11-5-00.
- 2000: «Exégesis del fallo de la Sala II de la Cámara Federal sobre las leyes de punto final y obediencia debida»; artículo en la revista de la Asociación Americana de Juristas; julio de 2000.
- 2001: «¿Reconciliación? Revista de la Universidad Popular de Madres de Plaza de Mayo; Buenos Aires; julio de 2000.
- 2001: «Ética y política»; suplemento de la Universidad Popular de Madres de Plaza de Mayo, en el diario Página/12 (Buenos Aires), 2 de marzo de 2001.
- 2001: «Ética y política»; suplemento de la Universidad Popular de Madres de Plaza de Mayo, en el diario Página/12 (Buenos Aires), 9 de febrero de 2001
- 2001: «La Justicia, el Poder y sus Privilegios»; en revista Locas, Cultura y Utopía; Universidad Popular de Madres de Plaza de Mayo; n.º 3, junio/julio 2001; pág.32.
- 2001: «Hablar seriamente de Derechos Humanos», en el suplemento de la Universidad Popular de Madres de Plaza de Mayo, en el diario Página/12 (Buenos Aires), 21 de septiembre de 2001,.
- 2001: «Semblanza de Enrique E. Marí»; en revista Locas, Cultura y Utopía, de la Universidad Popular de Madres de Plaza de Mayo; n.º 4 agosto/octubre 2001; pág. 34/35.
- 2001: «Justicia de la Miseria y Miseria de la Justicia». Revista de la Federación Judicial Bonaerense; septiembre/octubre de 2001; pág. 17.
- 2001: Capítulo: Hablan los protagonistas, en «Medios de comunicación y Reforma Constitucional en la Argentina», del Lic. Eduardo Zukernik, presentación de la Fundación Konrad Adenauer.- 13 de diciembre de 2001.
- 2003: «Sobre las leyes del «punto final» y la «obediencia debida»; artículo en la revista jurídica La Ley; ed. 14 de abril de 2003.
- 2030: «El Problema de la Verdad en el Proceso Judiciario». Entregado para su publicación a la revista jurídica La Ley, julio de 2003.
- 2003: «El concepto de emergencia. Aportes desde una teoría crítica». Entregado para su publicación a editorial La Ley (julio de 2003).
- 2003: «Nulidad de las leyes de obediencia debida y punto final»; Entrevista a los Dres. Eduardo s. Barcesat y Daniel Sabsay. Rev. La Ley, ed. 16 de septiembre de 2003.
- 2003: «El problema de la verdad en el proceso juidiciario»; la Ley 2003.- D, 1331.
- 2003: «El concepto de emergencia en el derecho. Aportes desde una teoría crítica»; en Suplemento Emergencia económica y Teoría del Derecho; agosto de 2003; La Ley 2003- E, 1078.
- 2003: «Sobre las leyes de «Punto final» y la «Obediencia debida»; La Ley 2003- c; 1486.
- 2004: «Primeras reflexiones sobre el fallo de la Corte Suprema de Justicia de la Nación en materia de legitimación de la pesificación»; Nota a fallo, La Ley en línea.
- 2004: «Examen crítico del proceso judicial y fallo de la AMIA»; en revista Convergencia; agosto-septiembre de 2004; año 4, Nº: 15; pág. 12.
- 2005: «Reflexiones sobre deuda externa, Derechos Humanos y Emergencia, en colaboración con Roberto J. Boico, La Ley 2005-C; 329.
- 2005: «Reflexiones sobre el lenguaje y validez del derecho»; La Ley 2005-B, 940.
- 2005: «Examen crítico de la ley 25.990»; La Ley 2005- B, 1002.
- 2005: «La problemática de los Derechos Humanos en el Siglo XXI; Los desafíos del Nuevo orden mundial»; Rev. Plenario, Asociación de Abogados de Buenos Aires, Nueva Serie, Año II, Nº 2 2005.
- 2005: «Un fallo ejemplar» Nota a fallo, suplemento constitucional de La Ley 25 de octubre de 2005, pág. 51.
- 2006: Nota bibliográfica sobre el libro «Manual Crítico de Derechos Humanos», de Juan Carlos Wlasik, Ed. La Ley; Buenos Aires, 2006. la Ley 8 de marzo de 2006, pág. 3.
- 2006: «A treinta años del golpe», en Abogados; artículo en la revista del Colegio Público de Abogados Nº: 89; febrero/marzo 2006; pág. 18.
- 2006: «Una ley innecesaria y perjudicial» en La Ley; 14 de junio de 2006:_
- 2006: «Reforma del sistema del Código de Justicia Militar», artículo en la revista La Ley, 12 de octubre de 2006.
- 2007: «La nulidad de los indultos respecto de autores y partícipes de crímenes de lesa humanidad»; Nota a fallo: La Ley; 20 de julio de 2007.
- 2007: «La metamorfosis de lo político», www.espacioconvergencia.com.ar;20 de octubre de 2007, Internet.
- 2007: «Condenado al fracaso»; en revista Siglo XXIII; en ed. 9 de noviembre de 2007.
- 2009: «Estado y Derecho en la crisis»; en revista Bitácora Cultural, n.º 25, junio de 2009; pág.11/12.
- 2009: «El sujeto del Derecho: ¿El ser humano o el patrimonio?»; La Ley, ed. 2 de julio de 2009, Suplemento Actualidad, pág. 1.
- 2009: «La tenencia para consumo de estupefacientes»; La Ley, Suplemento especial, «Arriola, Sebastián y otros»; 25 de agosto del 2009, pág. 7/9.
- 2009: «La nueva arquitectura financiera internacional. El Derecho internacional de los Derechos humanos. El principio económico de autosuficiencia y el derecho a la autodeterminación»; La Ley, suplemento Actualidad. Ed. 10 de diciembre de 2009, pág. 1/3.
- 2010: Notas a fallos (fondo patriótico del Bicentenario y Redrado); la ley ed. 1 de febrero de 10; págs. 2 y 3.
- 2010: «Las palabras de la Constitución» (A propósito de la media sanción nula- de reforma de la ley 26.180 de impuesto al cheque); La Ley, ed. 22 de abril de 10.
- 2010: «Corte Suprema, su papel y su doctrina»; artículo en la revista Convergencia; mayo-junio de 2010, pág. 12/14.
- 2010: Prólogo al libro del Dr. Raúl Zaffaroni, «Crímenes de masa». Buenos Aires: Universidad Popular de Madres de Plaza de Mayo, agosto de 2010.
- 2010: Nota a fallo: «La tutela judiciaria de los derechos a la vida y a la salud frente a la facultad persecutoria de los delitos por parte del Estado Nacional; Suplemento «Doctrina Judicial», Diario La Ley; Nº: 38, 22 de octubre de 10. pág. 2577.
- 2010: Columna de opinión con referencia al caso «Sosa», Suplemento Actualidad Diario la Ley; ed. 12 de octubre de 10.
- 2010: Nota a fallo: «El plazo razonable en las medidas cautelares; Diario La Ley, Ed. 20 de octubre de 10.
- 2010: «La plena judiciabilidad de los Derechos Económicos Sociales y Culturales», El libro del Bicentenario de la Revolución de Mayo. Ed. Facultad de Derecho, Universidad de Buenos Aires, año 2010; págs. 11 y ss.
- 2011: «Examen del DNU Nº 441/11», en La Ley, ed. 26-4-2011, pág. 1 y s.s.
- 2011: «Las disposiciones sobre liquidación de divisas»; en La Ley, «Columna de Opinión»; ed. 9-9-11, pags 1 y s.s.
- 2012: «YPF. Examen de legalidad de la medida expropiatoria, Reflexiones sobre los TBI y el CIADI bajo la noción de «seguridad jurídica»; en La Ley, suplemento «Actualidad», ed. 10 de mayo de 12, pags. 1-4; en colaboración con Roberto J. Boico.
- 2012: «Ley de Papel Prensa, Democratización y Ciudadanía», por Eduardo S. Barcesat y Roberto J. Boico, Revista de Derecho Público, n.º 1; págs. 3 y 5, Buenos Aires, 2012.
- 2012: «Una respuesta a Lorenzetti», artículo del 10 de agosto de 2012 en el diario Página/12 (Buenos Aires).
- 2012: «Sobre el arbitraje y el derecho internacional privado», editorial del 24 de agosto de 2012 en el diario Página 12.

## Vida privada
Está casado, y tiene antepasados judíos.